# Orgue de l'església de Santa Eulàlia
L'Orgue de l'església de Santa Eulàlia és un orgue situat a l'Església de Santa Eulària de Palma.

## Església
L'església de Santa Eulàlia, es una església de culte catòlic situada a Palma, Mallorca. Aquesta església, rep el seu nom de la santa patrona de Barcelona i es junt a l'església de Sant Miquel, Sant Jaume i Santa Creu, una de les parròquies més antigues d'aquesta ciutat. Des de l'exterior, s'observa el clar contrast entre el murs laterals, que son d'estil gòtic i la façana principal i la torre del campanar, que pel contrari son d'estil neogòtic, ja que van haver de ser remodelades entre els anys 1894 i 1903, després del terratrèmol ocorregut a Mallorca a l'any 1851.

## Història
El primer document que s'ha trobat sobre orgues en aquesta església data de l'any 1498. Però començat el segle xviii, se sap que l'orgue, situat devora la trona, es trobava en prou mal estat, motiu pel qual els obrers decidiren acudir a algun mestre de la fàbrica dels orgues, per que se l'enduguera, per a així evitar el notable obstacle que suposava aquest orgue antic i de pas tenir-ne més espai disponible a l'església.
Fou a l'any 1724, quan el rector i els obrers signaren el contracte per fer un nou orgue, i van triar l'orguener Josep Boscà de Seringena (1698-1757). Aquest instrument havia de constar de 2403 tubs i havia de ser construït en un termini d'un any i mig, però a un document datat de l'any 1733 que apareix a l'arxiu de La Seu, consta que encara s'estava construint en eixe any.
A l'any 1804, l'orguener Ludwig Scherer va presentar un pla per a un nou orgue. El bisbe Nadal, va sostenir aquesta proposta, aportant 500 lliures per a la construcció. L'orgue que s´hi instal·laria, i que actualment encara roman en aquesta església, fou el construït per Lope Alberdi Recalde en una estètica romàntica, inaugurat el 12 de febrer de 1912, en la diada de Santa Eulàlia, pels organistes Melcion Massot i Planes i Antonio Alberdi Aguirrezábal. Un any abans, aquest orguener ja s'havia encarregat de construir l'orgue del cor d'aquesta església, que actualment s'ha traslladat a la parròquia del Sagrat Cor de Palma. L'orgue actual d'aquesta església va ser restaurat per OESA l'any 1975, que en va canviar alguns registres per donar-li una sonoritat neoclàssica i dotar-lo de registració elèctrica.

## Descripció
L'orgue és a la tribuna sobre el portal major. L'estat actual es regular i s'utilitza regularment, però el mecanisme, algunes vegades presenta deficiències degudes al que resta de transmissió pneumàtica.
Aquest instrument, consta de tres teclats de 56 notes i pedaler de 30 notes.
Disposició:
Orgue Major: Recitatiu:
Flautat 16' Principal 8'
Principal 8' Quintant 8'
Flauta harmònica 8' Cel·lo 8'
Violó 8' Undamaris 8'
Octava 4' Octava 4'
Quinzena 2' Ple 3 h
Ple 5 h Trompeta 8'
Símbala 4 h Fagot-Oboè 8'
Contrafagot 16'
Trompeta real 8'
Trompeta Batalla 8'
Baixons 4'-8'
Positiu:
Flauta Xemeneia 8'
Flautat Tapadillo 4'
Principal 2'
Símbala 3 h
Corneta 5 h
Orlos
Pedal:
Contres 16'
Violó 16'
Contrabaix 8'
Violó 8'
Bombarda 16'
Disposa de:
Dos combinacions lliures.
Combinacions fixes: F Flautats, F Llengüeteria, Mixtures, Chamada.
Pedals d'expressió pel Positiu i Recitatiu.
Unió del Pedal als 3 manuals.
Unió de l'Orgue Major i Recitatiu.